# Andrew Inglis Clark
Pour les articles homonymes, voir Inglis.
Andrew Inglis Clark (Hobart, 24 février 1848 - 14 novembre 1907) est un homme politique australien.

## Biographie
Il est devenu un ingénieur en mécanique, puis a étudié le droit pour finalement être admis au Barreau de Tasmanie en janvier 1877. En 1878, il épousa Grace Paterson, fille de John Ross, un constructeur naval de Hobart.
En 1878, il est élu à l'Assemblée de Tasmanie, et devient procureur général en 1887. C'est après une visite aux États-Unis en 1890 que Andrew Inglis Clark est devenu un commis "républicain" qui, par la suite, ont conduit à sa participation active dans le processus de fédération de l'Australie. À la convention constitutionnelle de 1891, Clark se référait à l'évolution constitutionnelle aux États-Unis.
En 1896, après plusieurs tentatives infructueuses, il a pu obtenir du Parlement de Tasmanie l'adoption d'un système de représentation proportionnelle, le scrutin à vote unique transférable.
Clark, à la santé fragile, décrit comme "petit, frêle et nerveux" par Alfred Deakin, est décédé en 1907. Il est enterré dans le vieux cimetière de Queenborough à Sandy Bay (en).